# Quebrada Cañada Negra
La Quebrada Cañada Negra a veces llamada "La Seca o Negra" es una significativa corriente hídrica de la ciudad de Medellín, separa la conurbación existente entre las comunas Popular y Santa Cruz con el municipio de Bello, nace en la vereda Piedras Blancas a 2400 m s. n. m.. desde su nacimiento, comienza a hacer límite entre Medellín y Bello hasta su llegada al Río Medellín a 1430 m s. n. m. al lado del barrio Zamora de Bello.

## Cauce y hechos históricos
La quebrada Cañada Negra, posee el cañón más profundo y pronunciado de la zona nororiental de la ciudad, esto ha permitido que su cauce esté aún en lecho natural en gran parte de su recorrido, este hecho también ha generado riesgos de taludes dada la gran socavación existente en sus márgenes por la gran explotación de material pétreo en su cuenca, lo cual hace que la quebrada sea una significativa aportante de la sedimentación del río Medellín. 
el 2 de abril de 2018 la quebrada Cañada Negra se desbordó y dejó serias afectaciones en 10 viviendas del barrio Zamora del municipio de Bello.

### Afluentes
La quebrada Cañada negra presenta un gran número de afluentes, entre los que se destacan las quebradas Popular, la frontera y la Seca Sur (principal afluente).